# Attoutou
Attoutou  è una città e sottoprefettura della Costa d'Avorio appartenente al dipartimento di Jacqueville. Conta una popolazione di 24 020 abitanti (censimento 2014).